# Kommunisten (film fra 1957)
Kommunist (russisk: Коммунист) er en sovjetisk spillefilm fra 1957 af Julij Rajzman.

## Medvirkende
- Jevgenij Urbanskij som Vasilij Gubanov
- Sofia Pavlova som Anjuta Fokina
- Boris Smirnov som Lenin
- Jevgenij Sjutov som Fjodor Fokin
- Sergej Jakovlev som Denis Ivanovitj